# Вяткин, Михаил Порфирьевич
Михаи́л Порфи́рьевич Вя́ткин (9 [21] августа 1895, Оренбург — 7 декабря 1967, Ленинград) — советский историк, доктор исторических наук (1944), профессор. Член-корреспондент АН Казахской ССР и АН Киргизской ССР (1954), заслуженный деятель науки РСФСР (1965), лауреат Сталинской премии (1948).

## Биография
Родился 9 (21) августа 1895 года в семье преподавателя городского училища в городе Оренбурге Оренбургской губернии, ныне город — административный центр Оренбургской области.
В 1909 году в связи с переводом отца переехал в город Шадринск Пермской губернии (ныне Курганской области).
В 1913 году окончил Шадринское реальное училище, затем 3 курса Петроградского университета. Осенью 1916 года был мобилизован в армию, но спустя 3 месяца был освобождён по состоянию здоровья.
С осени 1917 года по 1919 год работал статистиком в Шадринске, начал преподавать в средних учебных заведениях города. С весны 1919 года поступил в качестве вольнослушателя в Пермский университет. С сентября 1920 года перевёлся на IV курс исторического отделения историко-филологического факультета Томского университета и окончил его в 1921 году. Будучи студентом, с 10 июля по 15 августа 1921 года работал в археологическом музее г. Бийска. После окончания университета был оставлен научным сотрудником при кафедре русской истории Томского университета.
С 1922 года преподавал на рабфаках и в трудовых школах Петрограда (с 1924 года — Ленинград, ныне Санкт-Петербург), с 1929 года — в высших учебных заведениях Ленинграда: вначале в Ленинградской промакадемии и Школе профдвижения, затем в Ленинградском химико-технологическом институте, Плановом институте Госплана СССР, Ленинградском текстильном институте и Институте киноинженеров.
С 1934 года работал научным сотрудником Историко-археографического института Академии наук, преобразованного в 1936 году в Ленинградское отделение Института истории АН СССР. С августа 1941 года в эвакуации в Алма-Ате, работал в Казахском филиале АН СССР. В 1943 году с Институтом истории переехал в Москву, в следующем году вернулся в Ленинград. В 1944 году защитил докторскую диссертацию на тему «Батыр Срым» (Освободительное движение в Казахстане в конце XVIII в.). В 1955—1961 годах директор ЛОИИ (Ленинградского отделения Института истории АН СССР).
Одновременно вёл научно-преподавательскую работу: В 1944—1946 гг. профессор Ленинградского государственного университета, в 1945—1957 годах зав. кафедрой истории СССР Ленинградского педагогического института им. М. Н. Покровского, с 1957 по 1960 год профессор кафедры истории СССР Ленинградского педагогического института им. А. И. Герцена.
Специалист по истории кочевых народов России (казахов, киргизов), крепостной мануфактуры и монополистического капитала в России.
Автор более 70 работ. Доктор исторических наук (1946). Член-корреспондент АН Киргизской ССР (1954, первый состав) и АН Казахской ССР (1954).
Умер 7 декабря 1967 года в городе Ленинграде. Похоронен там же на Серафимовском кладбище.

## Семья
- Жена — Мария Филипповна Малаховская (1907—1985), сестра историка В. Ф. Малаховского.
  - Дочь Кира.

## Награды и звания
- Сталинская премия, 1948 год, за монографию «Батыр Срым»
- Заслуженный деятель науки РСФСР, 1965 год
- Орден Трудового Красного Знамени
- Орден «Знак Почёта»
- медали

## Основные работы
- Вяткин, М. Мануфактура и „промышленный переворот“ / Под ред. Н.А. Кузнецова и К.В. Ползиковой-Рубец. — Л.: Изд-во Кн. сектора ЛГОНО, 1925. — 52 с.[3]
- Вяткин, М. Торговый капитализм в России. — М.—Л.: Госуд. изд-во, тип. Печатный двор в Лгр., 1927. — 244 с. — 3000 экз.[4]
- Вяткин, М. П. Очерки по истории Казахской ССР.. — М.: Госполитиздат, 1941. — Т. 1. — 368 с. — 20 000 экз.[5]
- Вяткин, М. П. Батыр Срым. (Освободительное движение в Казахстане в конце 18-го в.). — М.—Л.: изд. и 1-я тип. Изд-ва Акад. наук СССР в Лгр., 1947. — 392 с. — 2500 экз.[6]
- Вяткин, М. П. Емельян Пугачёв. Стенограмма публичной лекции. — Л., 1951. — 40 с. — 35 000 экз.[7]
- Вяткин, М. Монополии и иностранный капитал в России. — М.—Л.: Изд-во Акад. наук СССР, 1962. — 434 с.[8]
- Вяткин, М. Монополистический капитал в Средней Азии. — Фрунзе: Изд-во Акад. наук Киргиз. ССР, 1962. — 162 с. — 500 экз.[9]
- Вяткин, М. П. Горнозаводский Урал в 1900—1917 г.. — М.—Л.: Наука, 1965. — 100 с. — 1200 экз.[10]
- Вяткин, М. Социально-экономическое развитие Средней Азии. Историогр. очерк 1865—1965 гг. / Предисл. А. Сапелкина. — Фрунзе: Илим, 1974. — 263 с. — 500 экз.[11]
- К вопросу истории крепостной мануфактуры // Крепостная мануфактура в России. Л., Изд-во АН СССР, 1934. Т. 5. Московский суконный двор. С. IX—XXXVIII.
- Батыр Срым. (Освободительное движение в Казахстане в конце XVIII в.). М.; Л.: Изд-во АН СССР, 1947. 392 с.; 2-е изд. (На казахском яз.). Алма-Ата, 1951. 400 с.; 3-е изд. (На русском яз.). Алматы, 1998. 432 с.